# Oropsylla ilovaiskii
Oropsylla ilovaiskii (лат.) — вид блох из семейства Ceratophyllidae. Паразитируют, в том числе, на жёлтых сусликах, являясь одной из основных паразитирующих на них блох. Распространены в Средней Азии и степях Европы. Учёными замечалась способность блох данного вида переносить возбудителей чумы.